# بذرة

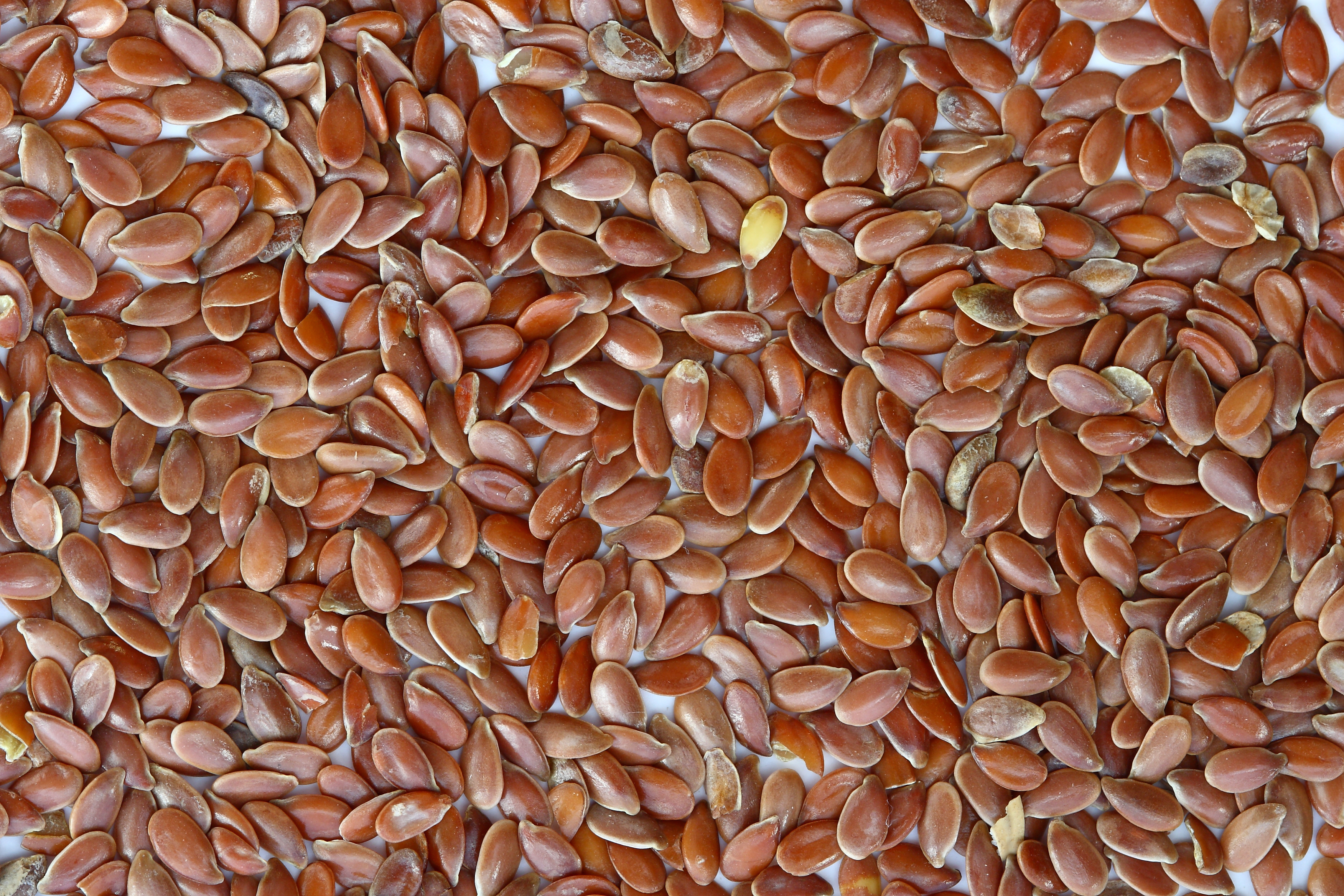
بذور الكتان بنية اللون

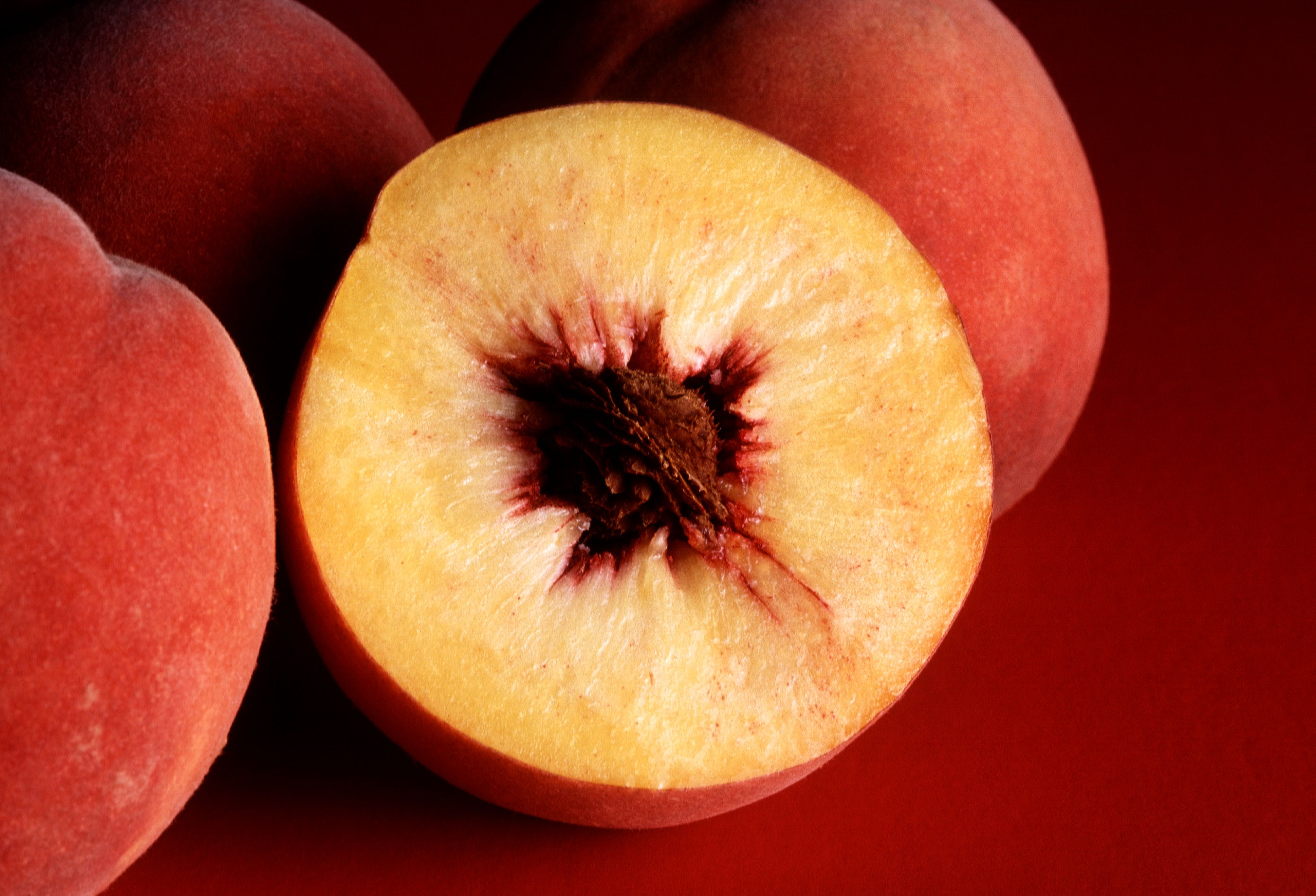
بذرة الخوخ

البَذْرَة (بفتح الباء) في علم النبات هي وسيلة تكاثر النبات وانتشاره بالإضافة لكونها مخزنًا للطاقة والغذاء.
البذرة هي بويضة مخصبة تكونت من مبيض الزهرة، وهي أساس التكاثر في النباتات الراقية وتبدأ منها حياة جيل جديد من النباتات. ويمكن تعريف البذرة على أنها نبات جنيني صغير في حالة السكون، وتتكون البذرة من الجنين المحاط بغلاف يسمى القصرة، ومن كمية من الغذاء المدخر إما أن يكون مختزن في بعض أجزاء الجنين، أو منفصلًا عنه في نسيج خاص يسمى سويداء البذرة (الإندوسبيرم)، وتوصف البذرة في الحالة الأولى بأنها لا إندوسبيرمية، وفي الحالة الثانية بأنها إندوسبيرمية. وفي البذرة اللاإندوسبيرمية يتم اختزان المواد الغذائية غالبًا في الفلقتين التين تبدوان ممتلئتين ضخمتين متشحمتين.

## شكل البذرة

أجزاء بذرة الأفوكادو تظهر الغطاء المذدوج للجنين والجنين الداخلي

أما الجنين فيتركب من نفس الأعضاء الأساسية التي يتركب منها النبات البالغ، وهي الجذر والساق والأوراق، ولكن في صورة مصغرة للغاية، فيُسمى الجذر الجنيني بالجذير، والساق الجنينية بالريشة. ويختلف عدد الفلقات في النباتات المغطاة بالبذور فتتكون البذرة في أحاديات الفلقة من بذرة واحدة (ومن هنا أتى الاسم) ومثال ذلك بذور القمح والذرة، الشعير، النخيل، وتتكون البذرة من فلقتين في ثنائيات الفلقة مثل الفول، العدس والفاصولياء، الخروع، القطن ومعظم الأنواع الشجرية.

تركيب بذرة الذرة

## أنواع البذور
تتكون البذور من تراكيب تسمى بويضات موجودة في الأزهار أو على مخاريط النبات. وقد صنّف علماء النبات البذور إلى مجموعتين رئيسيتين هما: بذور مُغلفة أو مغطاة، و بذور عارية.
تتكون البذور المغلَّفة في النباتات كاسيات البذور. والتي تكون بييضاتُها محصورة في تكوين داخل الزهرة يُسمى المبيض. وبزيادة نضج البذرة يتضخم المبيض مكونًا بذلك الثمرة التي تقوم بتوفير بعض الحماية للبذرة المتكوّنة. وفي بعض النباتات تتطور المبايض إلى ثمار غضة لحمية كما هو الحال في التفاح الخوخ. وتكون الثمار جافة في بعض النباتات الأخرى، كما في البازلاء الخشخاش مكونة قرنًا أو علبة. أما نباتات الحبوب مثل الشعير والذرة الأرز والقمح فتلتحم فيها البييضة مع المبيض مكوّنة الحبة الصُّلبة.
وتتكون البذور العارية في النباتات عاريات البذور. وفي هذا النوع من الأشجار والشجيرات، تتكون البييضات على السطح العلوي للحراشيف التي تكوّن المخاريط. وعاريات البذور لا تحتوي على مبايض، لذا لاتكون البذور فيها محاطة بأنسجة المبيض خلال فترة تكوينها. وعندما تنضج البذور تنغلق حراشيف المخاريط بعضها على بعض، موفرة بذلك بعض الحماية للبذرة.

## عملية الإنبات
إذا تم استنبات البذرة تمزقت القصرة بالقرب من الجذير نتيجة لانتفاخ الجنين وضغطه عليها واستطال الجذير وامتد في التربة إلى أسفل ونمت السويقة تحت الفلقية إلى أعلى حاملة معها الفلقتين والريشة وتكون تلك السويقة أول الأمر منحنية إلى أسفل فتحمي الريشة من الاحتكاك المباشر بالتربة ثم لاتلبث الفلقتان أن تظهرا فوق سطح التربة وعندئذ تستقيم السويقة وتنفرج الفلقتان فتتعرض الريشة للضوء والهواء وتضمر الفلقتان شيئا فشيئا ثم لا تلبثان أن تسقطا بعد أن يكون قد استنفد كل ما بهما من غذاء مدخر أثناء الأطوار الأولى للإنبات وفي الوقت نفسه تخضر الريشة وتكبر وتتميز فيها الساق والأوراق الخضراء وبذلك تتحول تدريجيا إلى مجموع خضري كما يتفرع الجذير ويستمر في النمو تحت الأرض حتى يتحول إلى مجموع جذري وهذا الإنبات يسمى بالإنبات الهوائي لأن الفلقتين تظهران في الهواء فوق سطح الأرض .

بذور الهندباء (achenes) يمكن أن تحمل إلى مسافات طويلة بواسطة الرياح.

## الأهمية الإقتصادية
تُستعمل البذور كمصدر غذائي أساسي للملايين من الناس في أرجاء المعمورة؛ فبذور حبوب الغلال مثل الذرة الشامية والشوفان والأرز والقمح، تُستخدم في منتجات غذائية كثيرة، كالخبز ورقائق الإفطار والدقيق. وتُعتبر بذور النباتات البقولية مثل الفاصوليا والفول والبازلاء والفول السوداني مصدرًا مهمًا للغذاء.
ويُستخرج زيت الطعام النباتي من البذور، كالذرة الشامية والفول السوداني وفول الصويا وعباد الشمس، والقطن. وبالإضافة إلى ذلك فإن بعض المنتجين يستخدمون هذه الزيوت في صناعة الزبدة النباتية وزيت السلطة والسمن الصناعي. كما أن المُنَكّهات والتوابل كالشبت والخردل والفلفل، تُستخلص أو تُحضّر من البذور. وتُستخدم البذور أيضًا في صناعة وإنتاج الجعة والقهوة والكاكاو ومشروبات أخرى.
وتُستخدم البذور أيضًا في صناعة الكثير من المنتجات غير الغذائية. فالزيوت الناتجة من البذور تُعتبر الجزء الرئيسي لمكونات المنظفات والصابون والأصباغ والمُلَمّعات، وكذلك يُستعمل دقيق الذرة الناتج من سويداء الذرة في صناعة منتجات المواد اللاصقة والمتفجرة ومنتجات أخرى. كما أن معظم أعلاف الحيوانات تحتوي على الذرة الشامية والشوفان والحبوب الأخرى. وبعضُ البذور مثل بذور نبات ست الحسن (البلادونة) والخروع، تُستخدم كمادة أساسية في صناعة بعض الأدوية.